# Třída Poseidon
Třída Poseidon je třída víceúčelových oceánských hlídkových lodí švédské pobřežní stráže. Jedná se o typ Damen OPV 8116 od nizozemské koncernu Damen Group, který je vyvinut na základě víceúčelového plavidla typu Damen MPV 8116 Damen Group. Mezi jejich úkoly patří kontrola námořní dopravy, rybolovu a životního prostředí, likvidace ropných skvrn, mise SAR, popř. vlečení jiných plavidel. Celkem byly do služby zařazeny tři jednotky této třídy. Jedná se o největší plavidla švédské pobřežní stráže.

## Stavba
Všechny tři jednotky navrhla a postavila nizozemská loděnice Damen Group ve své rumunské pobočce v Galați.
Jednotky třídy Poseidon:
| Jméno               | Domovský přístav | Založení kýlu | Spuštěna    | Vstup do služby | Status  |
| ------------------- | ---------------- | ------------- | ----------- | --------------- | ------- |
| Poseidon (KBV 001)  | Göteborg         | březen 2007   | únor 2008   | červen 2009     | aktivní |
| Triton (KBV 002)    | Slite            | květen 2007   | srpen 2008  | prosinec 2009   | aktivní |
| Amfitrite (KBV 003) | Karlskrona       |               | květen 2009 | květen 2010     | aktivní |

## Konstrukce

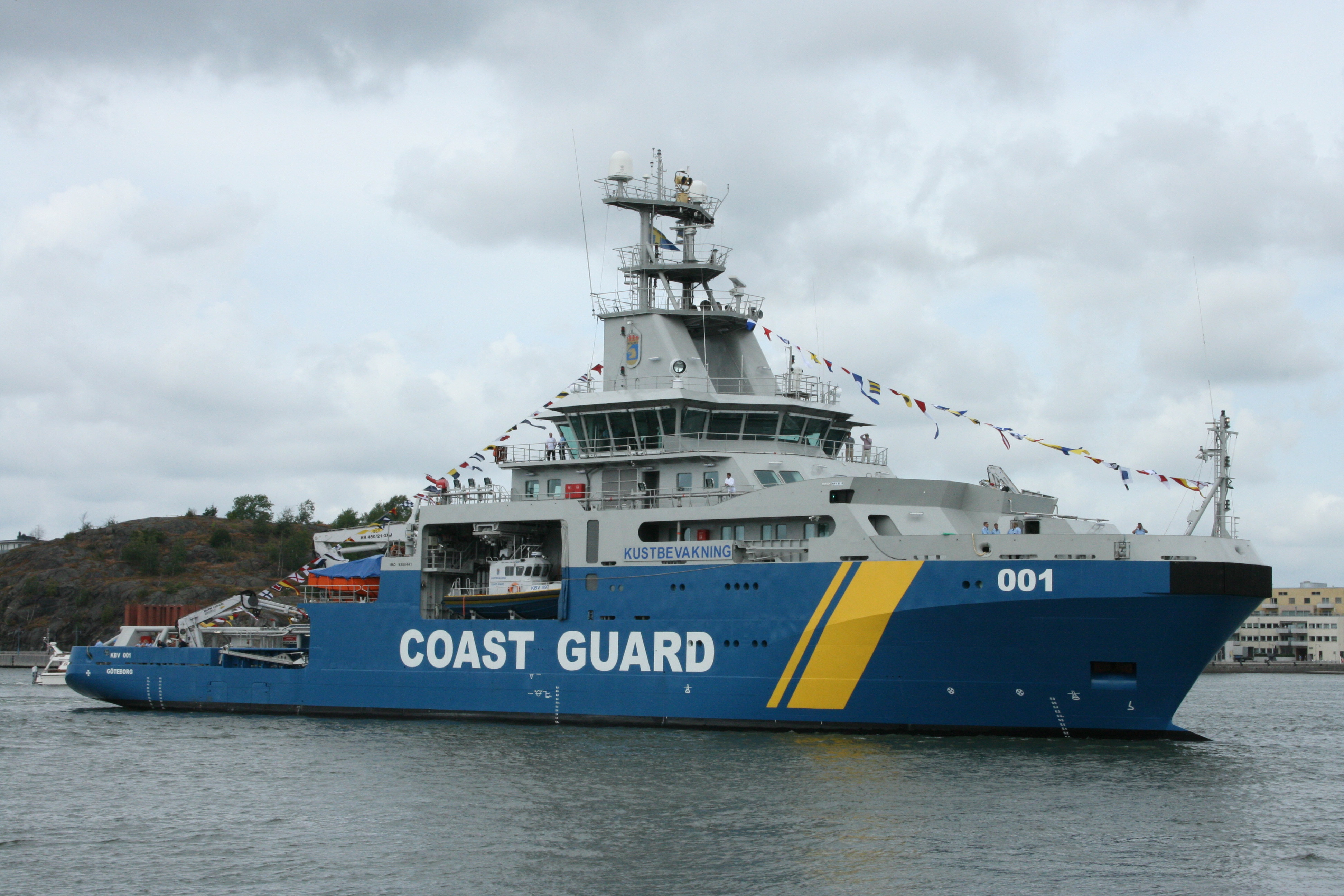
Poseidon (KBV 001)

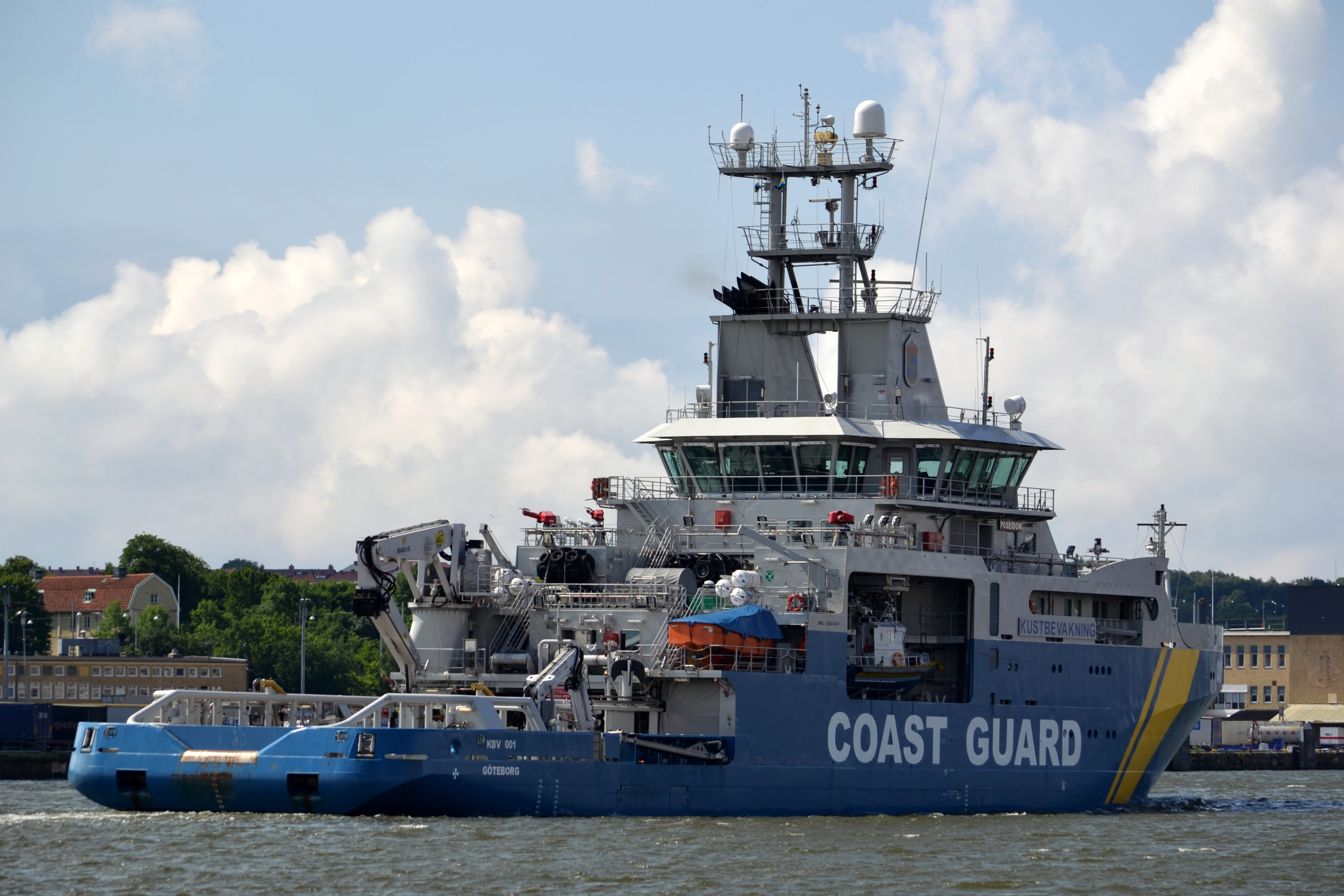
Poseidon (KBV 001)

Konstrukce třídy Poseidon vychází ze víceúčelových plavidel typové řady Damen MPV 8116, přičemž úpravy zahrnují zesílení trupu pro operace v zaledněném Baltském moři. Na zádi se nachází hlavní pracovní prostor vybavený specializovaným vybavením a několika jeřáby, z nichž hlavní má nosnost 24 tun. Plavidla dále disponují jedním 10,5metrovým a jedním 7,5metrovým rychlým člunem a záchranným člunem pro 50 osob. K hašení požárů slouží dvě vodní a jedno pěnové dělo. Jsou vybavena nadržemi pro uložení 800 m3 odčerpané ropy a 180 m3 chemikálií. 
Dieselelektrický pohonný systém kombinuje pět generátorů dodávajících energii dvěma podům vybaveným elektromotory o celkovém výkonu 6600 kW. Mnévrovací schopnosti plavidla zlepšují dvě příďová dokormidlovací zařízení. Nejvyšší rychlost dosahuje 16 uzlů a cestovní rychlost 12 uzlů. Dosah je 9500 námořních mil při rychlosti 12 uzlů.